# 康寧医護曁管理専科学校
康寧医護曁管理専科学校（こうねいいごおよびかんりせんかがっこう、Kang Ning Junnior College of Medical Care & Management）は、台湾台北市に位置する私立学院である。

## 歴史
| 年     | 月日 | 事跡                                   |
| ------ | ---- | -------------------------------------- |
| 1968年 | -    | 「康寧高級護理助産職業学校」として開校 |
| 1996年 | -    | 「康寧護理専科学校」と改称             |
| 2003年 | -    | 「康寧医護曁管理専科学校」と改称       |
| 2015年 | -    | 「康寧大学」と合併                     |

## 組織
- 看護学科
- 幼児保育学科
- 情報管理学科
- 企業管理学科
- 国際貿易学科
- 視覚コミュニケーション学科
- 応用外国語学科
- 教養教育センター

## 主な出身者
- 李威 - 俳優
- 宝児 - タレント